# Erlanger Stadtlexikon
Das Erlanger Stadtlexikon ist ein enzyklopädisches Nachschlagewerk zur Geschichte, Gegenwart und Struktur der Stadt Erlangen. Es erschien 2002 anlässlich der Vorbereitungen zur 1000-Jahr-Feier der Stadt. Konzeptionell orientiert es sich an den Stadtlexika von Nürnberg und Augsburg. Herausgegeben wurde es vom Stadtarchiv Erlangen in Kooperation mit den Städtischen Sammlungen. Das Lexikon basiert auf wissenschaftlicher Recherche, umfangreicher Quellenarbeit und enthält zahlreiche Abbildungen. Es richtet sich sowohl an eine geschichtsinteressierte Öffentlichkeit als auch an Fachkreise. Neben der Druckfassung existiert eine Online-Version, die auf demselben Datenbestand basiert, jedoch durch digitale Such- und Navigationsmöglichkeiten eine erweiterte inhaltliche Erschließung erlaubt.

## Entstehung und Konzeption
Die Arbeiten an dem Lexikon begannen Ende 1998 im Zuge der Planungen zur Millenniumsfeier der Stadt im Jahr 2002. Vorbild des Lexikons war das Stadtlexikon Augsburg von 1985, bzw. 1998 sowie das in Bezug auf die Menge der Artikel deutlich umfangreichere Stadtlexikon Nürnberg von 1996, bzw. 2000. Die Konzeption zielte auf eine umfassende Darstellung aller relevanten Lebensbereiche der Stadtgeschichte und Gegenwart Erlangens. Neben der politischen, gesellschaftlichen und wirtschaftlichen Entwicklung wurden auch Themen aus Recht, Verwaltung, Topographie, Umwelt, Kirchenwesen, Bildung, Kultur und Wissenschaft berücksichtigt. Die Fertigstellung war ursprünglich für Ende 2001 geplant, verzögerte sich jedoch, sodass die gedruckte Ausgabe letztlich erst im September 2002 erscheinen konnte. Das Lexikon gibt im Wesentlichen den Stand von Ende 2001 wieder, wobei punktuelle Aktualisierungen aus dem ersten Halbjahr 2002 eingeflossen sind. Auch die Online-Version des Lexikons befindet sich auf diesem Stand.

## Redaktion und Finanzierung
Die redaktionelle Verantwortung lag bei einem achtköpfigen Team unter der Leitung des Erlanger Stadtarchivs und des Stadtmuseums. Die inhaltliche Arbeit wurde von über 200 Fachautoren getragen, darunter Wissenschaftler der Friedrich-Alexander-Universität Erlangen-Nürnberg (FAU), Vertreter kommunaler Institutionen sowie freie Historiker. Einige der Autoren hatten zuvor bereits für das Stadtlexikon Nürnberg Artikel verfasst. Christoph Friederich, Bertold von Haller und Andreas Jakob wirkten als Herausgeber. Die Finanzierung des Projekts wurde durch eine maßgebliche Spende des Ehepaars Elsner ermöglicht.

## Inhaltlicher Aufbau und Umfang
Das Stadtlexikon umfasst in seiner gedruckten Ausgabe insgesamt 1.951 Lemmata, darunter 1.513 thematische Sachartikel und 439 Biographien. Hinzu treten 443 Verweisbegriffe. Die Artikel decken ein breites thematisches Spektrum ab, das von der Siedlungsentwicklung über die Industrialisierung bis hin zu sozialen Bewegungen, Bildungseinrichtungen, religiösen- und studentischen Gemeinschaften und städtischer Infrastruktur reicht. Die Biographien behandeln insbesondere Persönlichkeiten aus Stadtverwaltung, Politik, Kultur, Wissenschaft und Wirtschaft. Darunter befinden sich auch zum Zeitpunkt der Drucklegung noch lebenden Ehrenbürger sowie Träger des Goldenen Ehrenrings der Stadt Erlangen. Etwa 180 der aufgenommenen Biographien betreffen Wissenschaftler der Universität.
Ein besonderes Merkmal des Lexikons ist die Integration von 20 – nicht wie im Inhaltsverzeichnis angegeben 21 – begleitenden Essays, die sich übergreifenden Themen widmen, darunter etwa die Geschichte des Stadtwappens, die Entwicklung des Erlanger Wohnungsbaus oder die Rolle der Universität für die Stadtentwicklung. Zusätzlich enthält das Werk 18 thematische Tabellen sowie sechs Schaubilder, die zur Veranschaulichung struktureller Zusammenhänge beitragen. Alle Beiträge sind mit Literatur- und Quellenangaben versehen, welche von Abkürzungen exzessiven Gebrauch machen. Autorenkürzel, die im Autorenverzeichnis aufgelöst werden, weisen den Autor aus. Das Autorenregister enthält neben akademischen Titeln keine weiteren Angaben zur Identifikation der Verfasser, wie etwa die Nennung ihrer institutionellen Zugehörigkeit. Ein umfangreiches Register mit systematischer Gliederung nach Sach- und Personennamen sowie ein Abkürzungsverzeichnis ergänzen das Werk.
Etwa 1.000 Abbildungen – darunter historische Fotografien, Postkarten, Kupferstiche, Aquarelle und Karten – illustrieren die Artikel und Essays. Die Kapitel beginnen mit Initialen aus dem „Kinderalphabet“ von Hans Weiditz (1521). Der Einband zeigt ein blaues Stadtpanorama und ein Alphabet aus dem 24-teiligen Stadtsignet mit bildlichen Zuordnungen zu jedem Buchstaben.

## Online-Version
Ergänzend zur gedruckten Ausgabe wurde, wie beim Nürnberger Vorbild, eine digitale Version des Stadtlexikons erstellt und kurz nach der Online-Version freigeschaltet. Diese basiert auf der Datenlage des Buches, enthält jedoch keine Abbildungen aufgrund urheberrechtlicher Beschränkungen. Ein wesentlicher Vorteil der Online-Fassung im Vergleich zur Druckfassung besteht in der Möglichkeit der Volltextsuche, die auch Begriffe auffindbar macht, die in der gedruckten Ausgabe nicht als eigenständige Lemmata angelegt sind. Eine inhaltliche Erweiterung oder Aktualisierung des Online-Angebots ist im Gegensatz zu vergleichbaren Angeboten nicht angedacht, sodass die Artikel auf dem Stand von 2001/2002 verbleiben.

## Ausgabe
- Christoph Friederich, Bertold von Haller, Andreas Jakob: Erlanger Stadtlexikon, Nürnberg 2002.